# Fladså (å)
Fladså är ett vattendrag på södra Jylland i Danmark. Det ligger i den sydvästra delen av landet, 240 km väster om Köpenhamn.
Ån börjar som Gram Å och byter namn till Fladså vid Vester Nybøl. Vid Tinghøj rinner den samman med Gels Å och bildar Ribe Å.